# Sébastien Chavanel
Sébastien Chavanel (Châtellerault, 21 de març de 1981) és un ciclista francès, professional des del 2003 fins al 2016.
En el seu palmarès destaca la victòria a la Copa de França de ciclisme de 2007 i el Tour de Picardia de 2008.
És germà del també ciclista Sylvain Chavanel.

## Palmarès
- 2002
  - 1r a La Côte Picarde
  - Vencedor de 2 etapes del Tour de Loir i Cher
- 2003
  - Vencedor de 2 etapes del Tour de l'Avenir
- 2004
  - Vencedor de 3 etapes del Tour de l'Avenir
  - Vencedor d'una etapa del Tour de la regió valona
- 2006
  - Vencedor d'una etapa del Gran Premi Internacional Costa Azul
- 2007
  - 1r a la Copa de França de ciclisme
  - 1r al Gran Premi de Denain
  - Vencedor d'una etapa del Tour de Picardia
  - Vencedor d'una etapa de l'Étoile de Bessèges
  - Vencedor d'una etapa del Tour de Poitou-Charentes
- 2008
  - 1r al Tour de Picardia i vencedor d'una etapa
- 2011
  - Vencedor d'una etapa del Circuit de Lorena

### Resultats a la Volta a Espanya
- 2005. Abandona (17a etapa)
- 2009. Abandona (13a etapa)
- 2010. 139è de la classificació general

### Resultats al Giro d'Itàlia
- 2006. Abandona
- 2014. 150è de la Classificació general

### Resultats al Tour de França
- 2007. 130è de la classificació general
- 2008. Abandona (16a etapa)
- 2015. 160è de la classificació general